# Olidiana gladia
Olidiana gladia är en insektsart som beskrevs av Nielson 1991. Olidiana gladia ingår i släktet Olidiana och familjen dvärgstritar. Inga underarter finns listade i Catalogue of Life.